# Franz Werfel
Franz Werfel (Prága, 1890. szeptember 10. – Los Angeles, 1945. augusztus 26.) osztrák költő és regényíró.

## Élete
Rudolf Werfel – egy jómódú, német anyanyelvű, prágai zsidó kesztyűgyáros – fiaként született 1890-ben. Általános iskolai tanulmányait Prágában a piaristáknál végezte, majd a város német gimnáziumában a Stefansgymnasiumban tanult tovább. Ezt követően a Károly Egyetemen jogot és filozófiát hallgatott (de végzettséget nem szerzett). 1912 és 1914 között munkaadója Kurt Wolff könyvkiadó volt, akinél lektorként dolgozott. Nevéhez fűződik a Der jüngste Tag (Utolsó ítélet) című expresszionista írók és költők gyűjteményes könyvsorozatának megindítása Hasencleverrel és Pinthusszal együtt.[forrás?]
Az első világháború alatt az orosz és olasz fronton harcolt, majd aktív antimilitarista lett, ami miatt le is tartóztatták. A háború után Bécsben telepedett le.[forrás?] Első színházi sikerét 1916-ban Euripidész Trójai nők című drámájának berlini színpadra vitelével aratta.
1929-ben feleségül vette Gustav Mahler özvegyét, Alma Maria Mahlert, aki korábban a modern építészet egyik atyamesterének, Walter Gropiusnak volt a felesége. A nemzetközi ismertséget A Musza Dag negyven napja című műve hozta meg számára, 1933-ban.
1938-ban – miután Németország bekebelezte Ausztriát – a nemzetiszocializmus elől Franciaországba emigrált. Amikor 1940-ben Németország Franciaországot is megszállta, szeptember 13-án, Heinrich Mann és feleségeik társaságában a Pireneusokon keresztül átkelt Spanyolországba, majd Madridon és Lisszabonon keresztül továbbmenekült az Amerikai Egyesült Államokba. Menekülésük során a csoport több hetet volt kénytelen eltölteni Lourdes-ban, ahol a katolicizmushoz közeledő író megfogadta, hogy ha sikerül elmenekülnie Amerikába, akkor könyvet ír a lourdes-i Bernadett történetéről. Fogadalmát megtartva az USA-ban megírta a Bernadett dala című művét.
Életét Beverly Hills-i otthonában fejezte be, amikor – számos megelőző szívinfarktus után – munka közben asztalára borult és meghalt. Zsidó eredetét és katolikus hitét egyaránt fontosnak tartotta. Noha végül nem keresztelkedett meg, katolikus szertartás szerint temették el. Hamvait a háború után végső nyughelyére, Bécsbe szállították és újratemették.

## Irodalmi munkássága
Irodalmi munkásságát költeményekkel kezdte, amelyekben kifejezésre jutott az expresszionizmus szinte minden gondolati és érzelmi eleme. Stílusának szenvedélyes felfokozottsága, a vallás köréből vett képei és mondatszerkesztésének pongyolasága később líráját meglehetősen bonyolulttá és modorossá tették, költészete ekkor veszített erejéből. Ebben a korban barátja volt Franz Kafka és Max Brod.
Előbb csak kísérletezett a szépprózával, de már első nagyobb lélegzetű regénye, a Nem a gyilkos, hanem az áldozat a bűnös indulatos pacifizmusával és választékos stílusával igen sikeres volt. Az is kiderült, hogy jó érzéke van a lélektani ábrázoláshoz. Első nagy sikerét Verdiről írt életrajzi regényével aratta, melyben az olasz zeneszerzőt Wagner ellentéteként ábrázolta. Leghíresebb regénye, A Musza Dag negyven napja az első világháború idején játszódik, és az örmények egy csoportjának hősies harcát ábrázolja az őket deportálni akaró törökök ellen. Az eredeti dokumentumok alapján megírt regény tiltakozás a nacionalizmus és mindenfajta faji politika ellen. További regényei azonban már egyre erősödő vallásosságának, és fokozódó miszticizmusának jegyében születtek. A Halljátok az igét ótestamentumi tárgyú történelmi-lélektani nagyepikában a zsidó vallásos hit mélyről jövő vallomását ismerték fel, a nem sokkal később kelt Bernadette pedig a katolikus hitre megtért, a miszticizmustól is elragadtatott lélek maradandó értékű és hitelű hitvallása volt.
Későbbi költeményeinek a világ emberközpontúsága, minden ember testvériségének vállalása a fő mondanivalója. Formai eszközei: az álom és a vízió, a szenvedélyesen felfokozott stílus, a szokatlan-merész nyelvhasználat, és a szonettből a szabadversig ívelő, rendkívül változatos versformakincs.

## Emlékezete
A XXI. században Franz Werfel emberjogi díjat alapítottak, amelyet a Zentrum Gegen Vertreibungen (Üldöztetések Elleni Központ) adományozott. Az íróról elnevezett, tízezer eurós pénzjutalommal járó díjat kétévente osztják ki, és először 2003-ban adták át.

## Művei

### Regényei

#### A Musza Dag 40 napja
A Musza Dag negyven napja című regénye az első világháború éveiben játszódik, amikor a törökök valósággal halálra ítélik az oszmán birodalomban élő katolikus örményeket, mikor elrendelik áttelepítésüket. Az üldözöttek eleinte tehetetlenül fogadják sorsukat, s csak később ismerik fel, hogy egyetlen lehetőségük maradt, az ellenállás. A Musza Dag az anatóliai tengerparton emelkedő fennsík. Erre az erődítménnyé kiképezhető hegyre vonul vissza hét örmény falu népe. A vállalkozás vezetője Bagradjan, egy sokáig Párizsban élő archeológus. A regény ennek az alig ötezer embernek negyven napig tartó hősies harcát drámaian izgalmas módon beszéli el, egészen a győzelemig, azaz addig, amíg a megtizedelt, éhező, lerongyolódott örményeket a francia hadihajók fedélzetükre veszik. Bagradjan nem tart övéivel. Meggyilkolt, egyetlen fia sírjánál végez vele a törökök golyója.
Az egész regényen érződik, hogy az író az üldözöttek küzdelmének nemes pátosszal való ábrázolásakor saját korára, az eljövendő szenvedésekre gondol. A cselekmény lebilincselően fordulatos, a szereplők egyénítettek, hatásos csataleírások, izgalmas párbeszédek tarkítják. Hibájául csupán időnkénti terjengősségét róhatjuk fel.

#### A nápolyi testvérek
Nápoly egyik csöndes, előkelő bérházában, mint valami világtól elzárt szigeten, él a Pascarella család. Az apa, Domenico Pascarella, patriarkális szigorral uralkodik hat gyermeke, három fia s három leánya felett. Az apai törvény egész létüket megszabja, korlátozza nemcsak cselekedeteiket, de legtitkosabb vágyaikat, hajlamaikat is. Úgy tűnik, mindez megváltoztathatatlan, de hirtelen, egyik napról a másikra alapjaiban rendül meg a Pascarella család élete. Anyagi csőd, halál, szerelem, politika, természet és társadalom együttes erői támadnak fel, hogy megsemmisítsék ezt a különös apai diktatúrát. Lényegében a fasizmusról szól Werfel regénye, s nem csupán konkrétan, a társadalmi háttér ábrázolásában, a kor atmoszférájában, a cselekmény bonyodalmaiban, hanem fedettebb, rejtettebb fokon a fasizmus, a fasizmus lehetőségének kérdését veti fel a fasisztákkal egyébként szívből dacoló öreg Pascarella személyiségének egész problematikája is. Az örök Nápoly romantikus díszletei, a fordulatos meseszövés, s nem utolsósorban az egyik Pascarella lány, Grazia gyönyörű szenvedélyének rajza rendkívül vonzó és eleven olvasmánnyá teszik ezt a regényt.

### További művei
- Weltfreund (A világ barátja) 1911, verseskötet
- Wir sind (Vagyunk) 1913, verseskötet
- Einander 1915, verseskötet
- Nicht der Mörder, der Ermordete ist schuldig (Nem a gyilkos, az áldozat a bűnös)1920, regény
- Verdi. Roman der Oper (Verdi. Az opera regénye) 1924, életrajzi regény
- Der Tod des Kleinbürgers (A kispolgár halála) 1927, elbeszélés
- Der Abituriententag (Az érettségi találkozó) 1929, regény
- Die Geschwister von Neapel (A nápolyi testvérek) 1931, regény
- Die vierzig Tage des Musa Dagh (A Musa Dagh negyven napja) 1933, regény
- Höret die Stimme (Halljátok az igét) 1937, regény
- Der veruntreute Himmel (Az elsikkasztott mennyország)1939, regény
- Jacobowsky und der Oberst (Jacobowsky és az ezredes) 1944, színdarab
- Der Stern der Ungeborenen (A meg nem születettek csillaga) 1946, regény
- Das Lied von Bernadette (Bernadette dala) 1948, regény
- Gedichte aus den Jahren 1908 bis 1945, 1948, versek
- Cella oder die Überwinder (Cella) 1952, regénytöredék

## Magyarul

### 1944-ig
- Az érettségi találkozó; ford. Dormándi László; Pantheon, Bp., 1929 (A kiválasztottak)
- A nápolyi testvérek; ford. Szántó Rudolf; Athenaeum, Bp., 1932
- Barbara; ford. Braun Soma; Nova, Bp., 1933
- Élhetünk-e istenhit nélkül?; ford. Dénes Béla; Kosmos, Bp., 1933 (Kis kosmos könyvek)
- Musa Dagh negyven napja. Regény, 1-2.; ford. Tamás István; Nova, Bp., 1934
- Verdi; ford. Annie Fischer; Nova, Bp., 1934
- A kispolgár halála / Szűkös viszonyok / Elidegenedés; ford. Klopstock Gizella; Franklin, Bp., 1936 (Külföldi regényírók)
- Halljátok az igét!; ford. Szántó Rudolf; Athenaeum, Bp., 1937
- Bernadette; Pantheon, Bp., 1942
- Az elsikkasztott mennyország; ford. Juhász Vilmos; Pantheon, Bp., 1944

### 1945 után
- A meg nem születettek csillaga, 1-2.; ford. Gáspár Endre; Nova, Bp., 1947
- Bernadette; ford. Wiesner Juliska, átdolg. Juhász Vilmos; Szt. István Társulat, Bp., 1948
- A Musza Dag negyven napja; ford. Hódos György, versford. Urbán Eszter; Európa, Bp., 1957
- Verdi. Az opera regénye; ford. Barát Annie; Zeneműkiadó, Bp., 1959
- A kispolgár halála; ford. Klopstock Gizella, utószó Hermann István; Magyar Helikon, Bp., 1964
- A Musza Dagh negyven napja. Regény, 1-2.; ford. Beck Erzsébet, versford. Urbán Eszter; Európa, Bp., 1973
- Cella. Regény; utószó Robert Christ, ford. Tandori Dezső; Gondolat, Bp., 1973
- Halljátok az igét; ford. Szántó Rudolf. Szt. István Társulat, Bp. 1980.
- Bernadette; ford. Wiesner Juliska; Szt. István Társulat, Bp., 1981
- Az elsikkasztott mennyország; ford. Juhász Vilmos, Szt. István Társulat, Bp., 1986
- Ravatal a bordélyházban. Elbeszélések; vál. Beck Erzsébet, ford. Beck Erzsébet, Klopstock Gizella, Tandori Dezső; Európa, Bp., 1986
- Élhetünk-e istenhit nélkül?; ford. Dénes Béla; Szt. István Társulat, Bp., 2009 (Szent István könyvek)